# جک ترسادرن
جک ترسادرن (به انگلیسی: Jack Tresadern) بازیکن فوتبال زادهٔ ۲۶ سپتامبر ۱۸۹۰ اهل انگلستان که سابقهٔ بازی در تیم ملی فوتبال انگلستان را در کارنامهٔ خود دارد. وی در تاریخ ۱۴ آوریل ۱۹۲۳ نخستین بازی ملی خود را در مقابل تیم ملی فوتبال اسکاتلند انجام داد و با حضور در ۲ بازی ملی، در تاریخ ۲۱ مه ۱۹۲۳ واپسین بازی ملی‌اش را در برابر تیم ملی فوتبال سوئد برگزار کرد.